# Provincia de Sanuki
La provincia de Sanuki (讃岐国 Sanuki no kuni?) fue una provincia japonesa que en la actualidad correspondería a la prefectura de Kagawa. Sanuki limitaba con las provincias de Awa e Iyo en la isla de Shikoku y con la provincia de Awaji al otro lado del estrecho de Naruto. Formaba parte del circuito del Nankaidō. Su nombre abreviado era Sanshū (讃州?).
La capital provincial (kokufu) estaba en la ciudad de Sakaide y el Tamura jinja  fue designado como el principal santuario sintoísta (ichinomiya) para la provincia.